# تساي يان
تساي يان (بالإنجليزية: Cai Yan)‏ (177، محافظة تشي في الصين - 250 في الصين)؛ كاتِبة، ملحنة وشاعرة .

## روابط خارجية
- تساي يان على موقع ميوزك برينز (الإنجليزية)